# Isles-les-Meldeuses
Pour les articles homonymes, voir Isles.
Isles-les-Meldeuses est une commune française située dans le département de Seine-et-Marne en région Île-de-France.

## Géographie

### Localisation

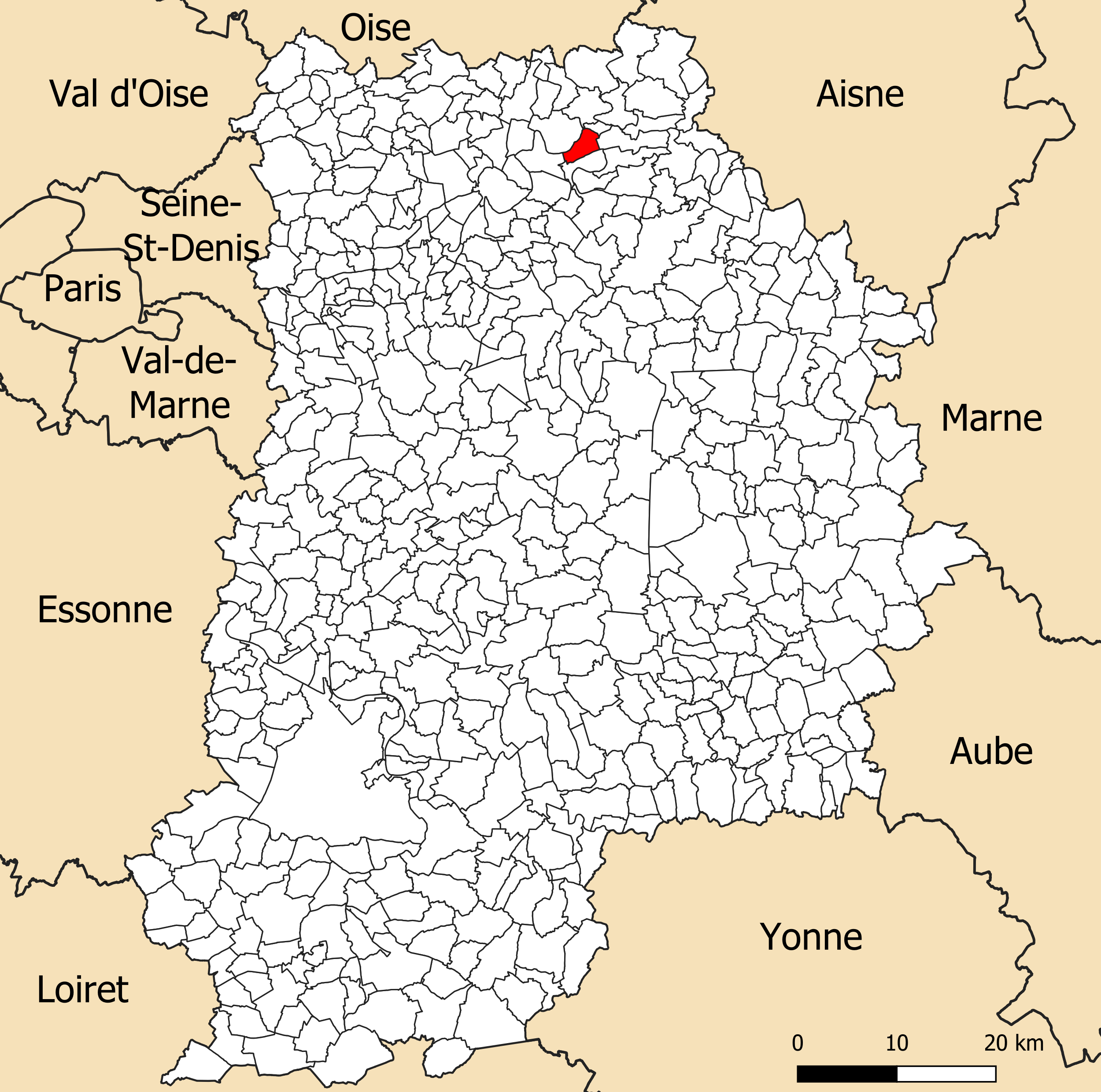
Localisation de la commune d'Isles-les-Meldeuses dans le département de Seine-et-Marne.

Le village est à 12 km à l'est de Meaux.

### Communes limitrophes

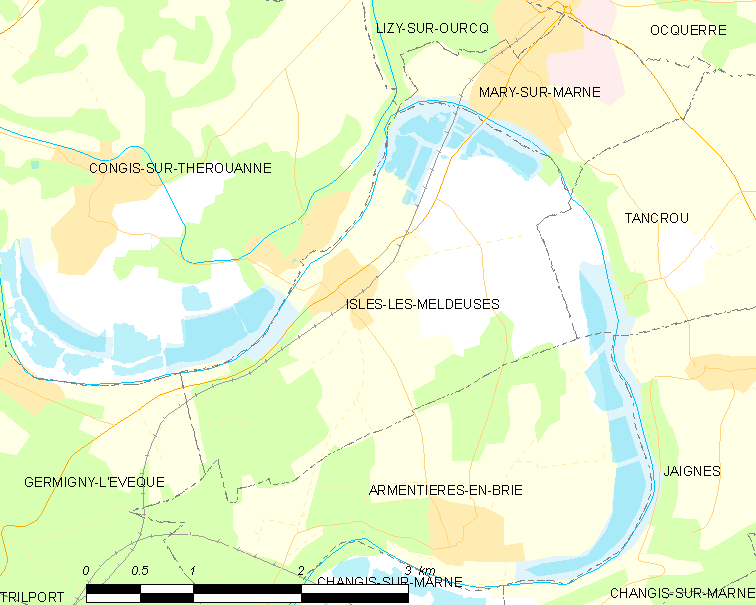
Carte des communes limitrophes d'Isles-les-Meldeuses.

| Congis-sur-Thérouanne |                     | Mary-sur-Marne |
|                       | Isles-les-Meldeuses | Tancrou        |
| Germigny-l'Évêque     | Armentières-en-Brie |                |

### Hydrographie

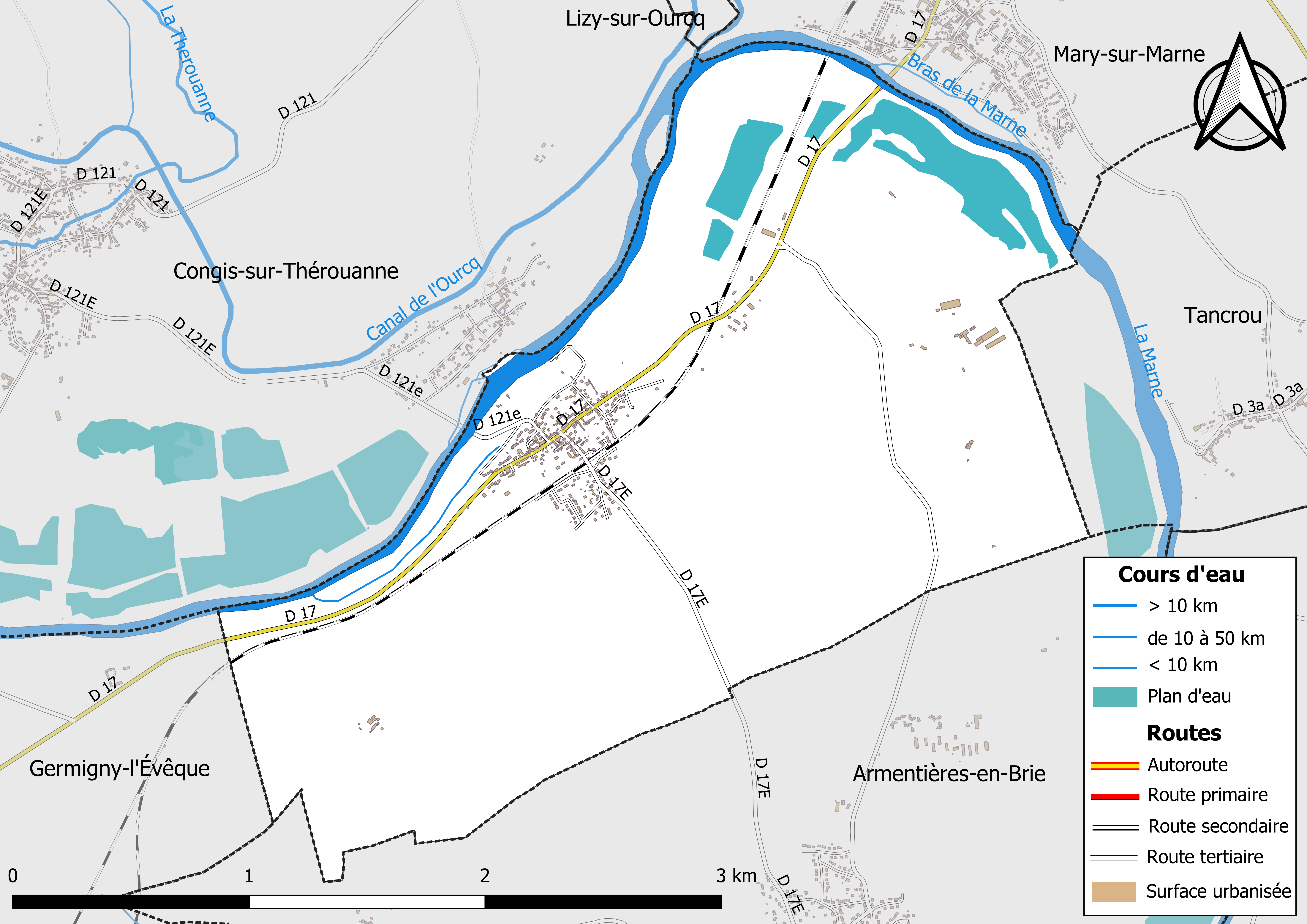
Carte des réseaux hydrographique et routier d'Isles-les-Meldeuses.

Isles-les-Meldeuses est située dans une boucle de la rivière la Marne, longue de 514,26 km, principal affluent de la Seine, en rive gauche avec la commune voisine d'Armentières-en-Brie. Sur la commune, la Marne compte :
- un bras de 0,40 km[2] ;
- un bras de 0,38 km[3] ;
- un bras de 0,48 km[4] ;

Son territoire est également traversé par le fossé 01 de la Commune d'Isles-les-Meldeuses, 1,13 km, qui conflue avec la Marne.
La longueur totale des cours d'eau sur la commune est de 4,39 km.

### Climat
Pour des articles plus généraux, voir Climat de l'Île-de-France et Climat de Seine-et-Marne.
En 2010, le climat de la commune est de type climat océanique dégradé des plaines du Centre et du Nord, selon une étude du CNRS s'appuyant sur une série de données couvrant la période 1971-2000. En 2020, Météo-France publie une typologie des climats de la France métropolitaine dans laquelle la commune est exposée à un climat océanique altéré et est dans la région climatique Nord-est du bassin Parisien, caractérisée par un ensoleillement médiocre, une pluviométrie moyenne régulièrement répartie au cours de l’année et un hiver froid (3 °C).
Pour la période 1971-2000, la température annuelle moyenne est de 10,9 °C, avec une amplitude thermique annuelle de 15 °C. Le cumul annuel moyen de précipitations est de 740 mm, avec 11,3 jours de précipitations en janvier et 8,3 jours en juillet. Pour la période 1991-2020, la température moyenne annuelle observée sur la station météorologique la plus proche, située sur la commune de Changis-sur-Marne à 5 km à vol d'oiseau, est de 11,9 °C et le cumul annuel moyen de précipitations est de 710,1 mm,. Pour l'avenir, les paramètres climatiques de la commune estimés pour 2050 selon différents scénarios d'émission de gaz à effet de serre sont consultables sur un site dédié publié par Météo-France en novembre 2022.
| Mois                                  | jan.            | fév.           | mars          | avril         | mai           | juin          | jui.          | août          | sep.          | oct.          | nov.             | déc.          | année      |
| ------------------------------------- | --------------- | -------------- | ------------- | ------------- | ------------- | ------------- | ------------- | ------------- | ------------- | ------------- | ---------------- | ------------- | ---------- |
| Température minimale moyenne (°C)     | 2               | 1,9            | 3,5           | 5,8           | 9,2           | 12,3          | 14            | 13,7          | 10,9          | 8,7           | 4,9              | 2,6           | 7,5        |
| Température moyenne (°C)              | 4,6             | 5,2            | 8             | 11,2          | 14,6          | 17,9          | 19,9          | 19,7          | 16,5          | 12,7          | 7,9              | 5,2           | 11,9       |
| Température maximale moyenne (°C)     | 7,1             | 8,5            | 12,5          | 16,6          | 20            | 23,5          | 25,8          | 25,7          | 22            | 16,8          | 10,9             | 7,7           | 16,4       |
| Record de froid (°C) date du record   | −14,2 07.01.09  | −11,5 07.02.12 | −9,6 01.03.05 | −4,8 08.04.03 | −0,5 06.05.19 | 2,4 04.06.01  | 6,8 31.07.15  | 5,9 26.08.18  | 1,8 30.09.18  | −2,7 24.10.03 | −10,4 24.11.1998 | −8,9 26.12.10 | −14,2 2009 |
| Record de chaleur (°C) date du record | 16,7 05.01.1999 | 20,8 27.02.19  | 25,5 31.03.21 | 29,1 20.04.18 | 32 28.05.17   | 36,4 21.06.17 | 42,2 25.07.19 | 40,1 07.08.03 | 35,8 09.09.23 | 29 02.10.23   | 22,8 07.11.15    | 18 07.12.00   | 42,2 2019  |
| Précipitations (mm)                   | 56,1            | 53,2           | 54,1          | 44,2          | 65,6          | 59,2          | 64,9          | 67,5          | 50,4          | 61,6          | 58,8             | 74,5          | 710,1      |

### Milieux naturels et biodiversité

#### Réseau Natura 2000

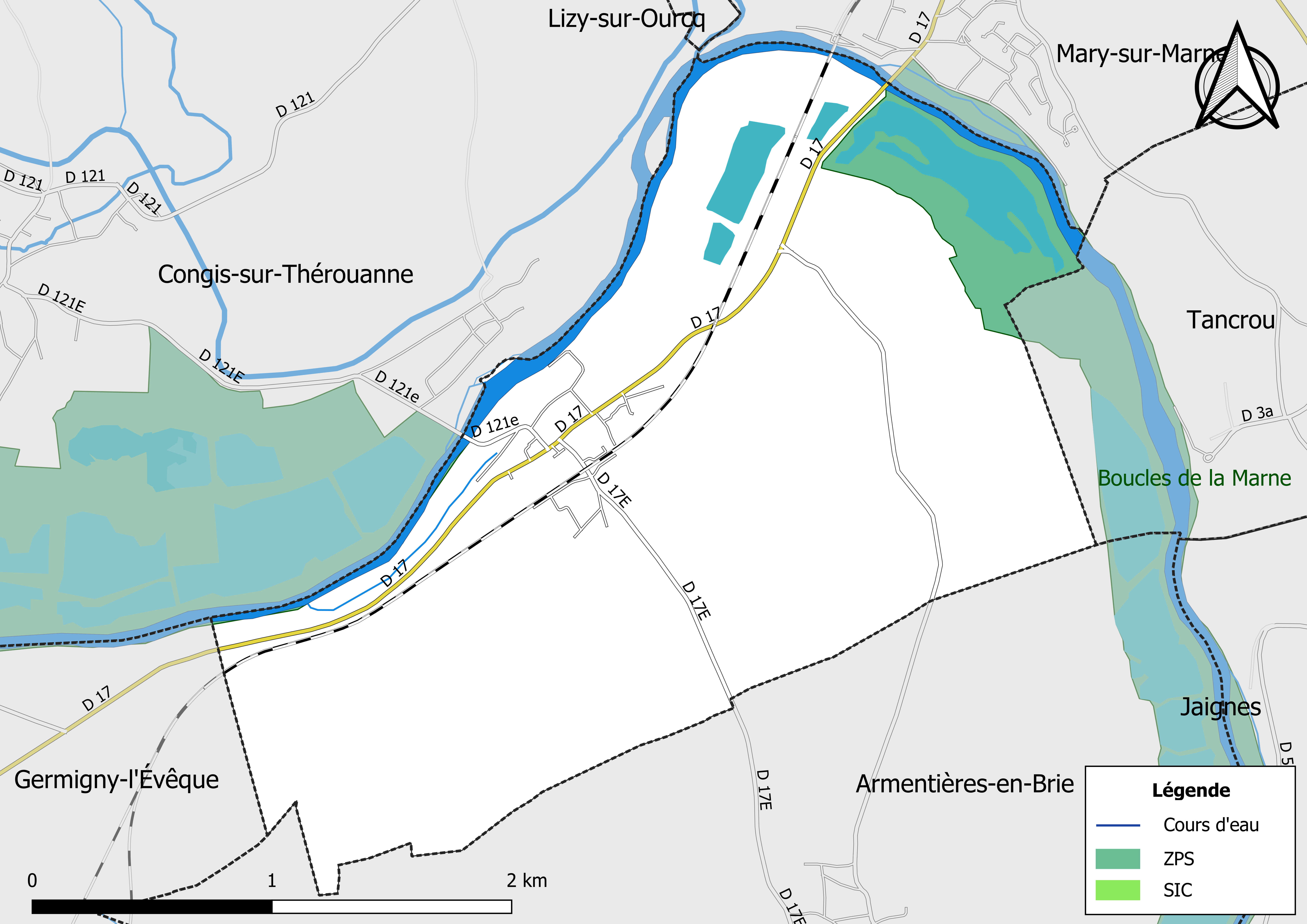
Sites Natura 2000 sur le territoire communal.

Le réseau Natura 2000 est un réseau écologique européen de sites naturels d’intérêt écologique élaboré à partir des Directives « Habitats » et « Oiseaux ». Ce réseau est constitué de Zones spéciales de conservation (ZSC) et de Zones de protection spéciale (ZPS). Dans les zones de ce réseau, les États Membres s'engagent à maintenir dans un état de conservation favorable les types d'habitats et d'espèces concernés, par le biais de mesures réglementaires, administratives ou contractuelles.
Un  site Natura 2000 a été défini sur la commune au titre de la « directive Oiseaux », :  
- les « Boucles de la Marne », d'une superficie de 2 641 ha, un lieu refuge pour une population d’Œdicnèmes criards d’importance régionale qui subsiste malgré la détérioration des milieux[15],[16].

#### Zones naturelles d'intérêt écologique, faunistique et floristique

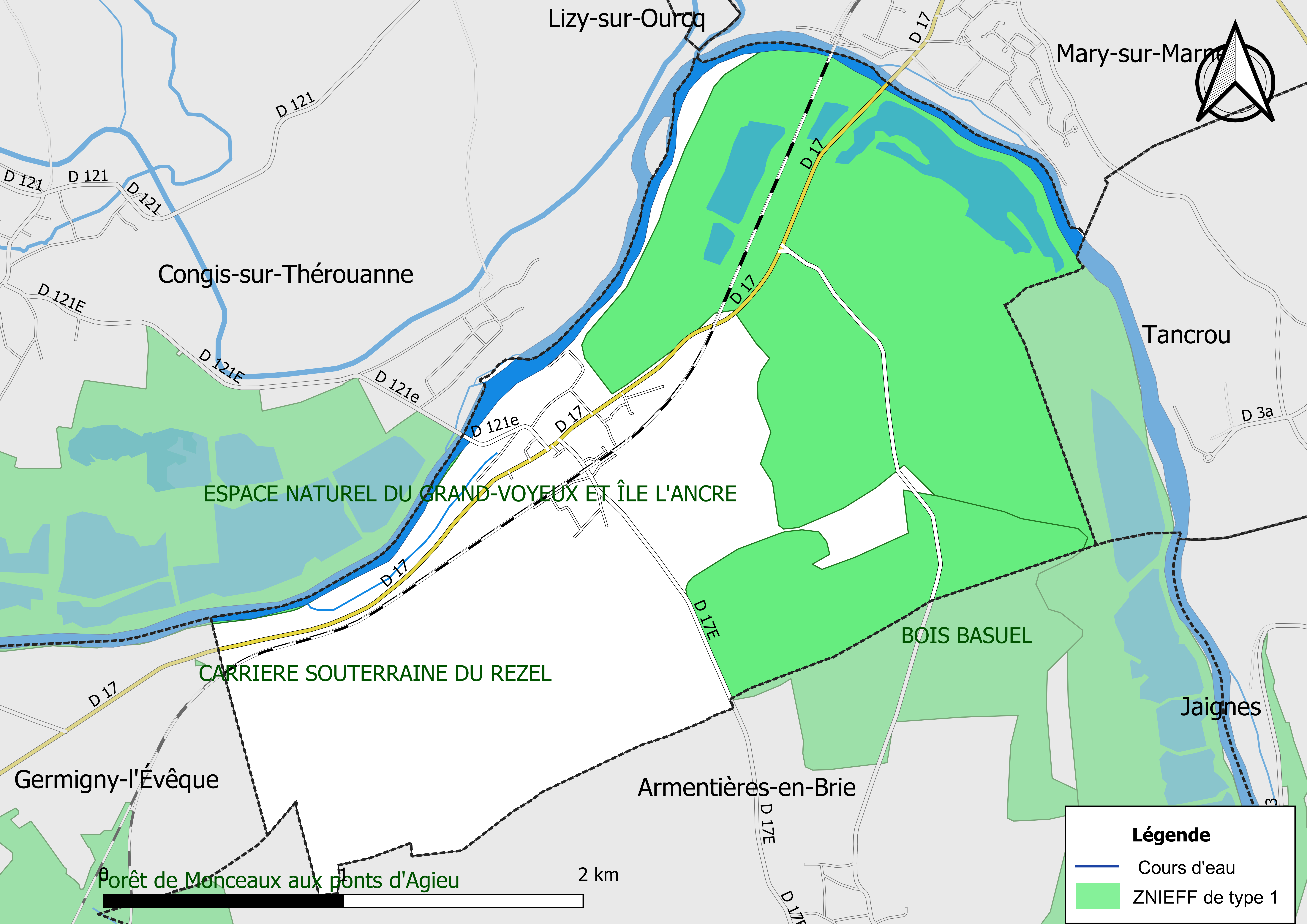
Carte des ZNIEFF de type 1 localisées sur la commune.

L’inventaire des zones naturelles d'intérêt écologique, faunistique et floristique (ZNIEFF) a pour objectif de réaliser une couverture des zones les plus intéressantes sur le plan écologique, essentiellement dans la perspective d’améliorer la connaissance du patrimoine naturel national et de fournir aux différents décideurs un outil d’aide à la prise en compte de l’environnement dans l’aménagement du territoire.
Le territoire communal d'Isles-les-Meldeuses comprend deux ZNIEFF de type 1,,, 
les « Bois Basuel » (134,52 ha), couvrant 2 communes du département ;
et la « Carrière d'Isles-les-Meldeuses et Armentières » (477,52 ha), couvrant 3 communes du département.

## Urbanisme

### Typologie
Au 1er janvier 2024, Isles-les-Meldeuses est catégorisée bourg rural, selon la nouvelle grille communale de densité à sept niveaux définie par l'Insee en 2022.
Elle est située hors unité urbaine. Par ailleurs la commune fait partie de l'aire d'attraction de Paris, dont elle est une commune de la couronne,. Cette aire regroupe 1 929 communes,.

### Lieux-dits et écarts
La commune compte 42 lieux-dits administratifs répertoriés consultables ici (source : le fichier Fantoir).

### Occupation des sols
L'occupation des sols de la commune, telle qu'elle ressort de la base de données européenne d’occupation biophysique des sols Corine Land Cover (CLC), est marquée par l'importance des territoires agricoles (36,5 % en 2018), en diminution par rapport à 1990 (50,7 %). La répartition détaillée en 2018 est la suivante : 
mines, décharges et chantiers (29,1 %), terres arables (28,5 %), forêts (20 %), eaux continentales (9,6 %), zones agricoles hétérogènes (8,1 %), zones urbanisées (4,9 %).
Parallèlement, L'Institut Paris Région, agence d'urbanisme de la région Île-de-France, a mis en place un inventaire numérique de l'occupation du sol de l'Île-de-France, dénommé le MOS (Mode d'occupation du sol), actualisé régulièrement depuis sa première édition en 1982. Réalisé à partir de photos aériennes, le Mos distingue les espaces naturels, agricoles et forestiers mais aussi les espaces urbains (habitat, infrastructures, équipements, activités économiques, etc.) selon une classification pouvant aller jusqu'à 81 postes, différente de celle de Corine Land Cover,,. L'Institut met également à disposition des outils permettant de visualiser par photo aérienne l'évolution de l'occupation des sols de la commune entre 1949 et 2018.

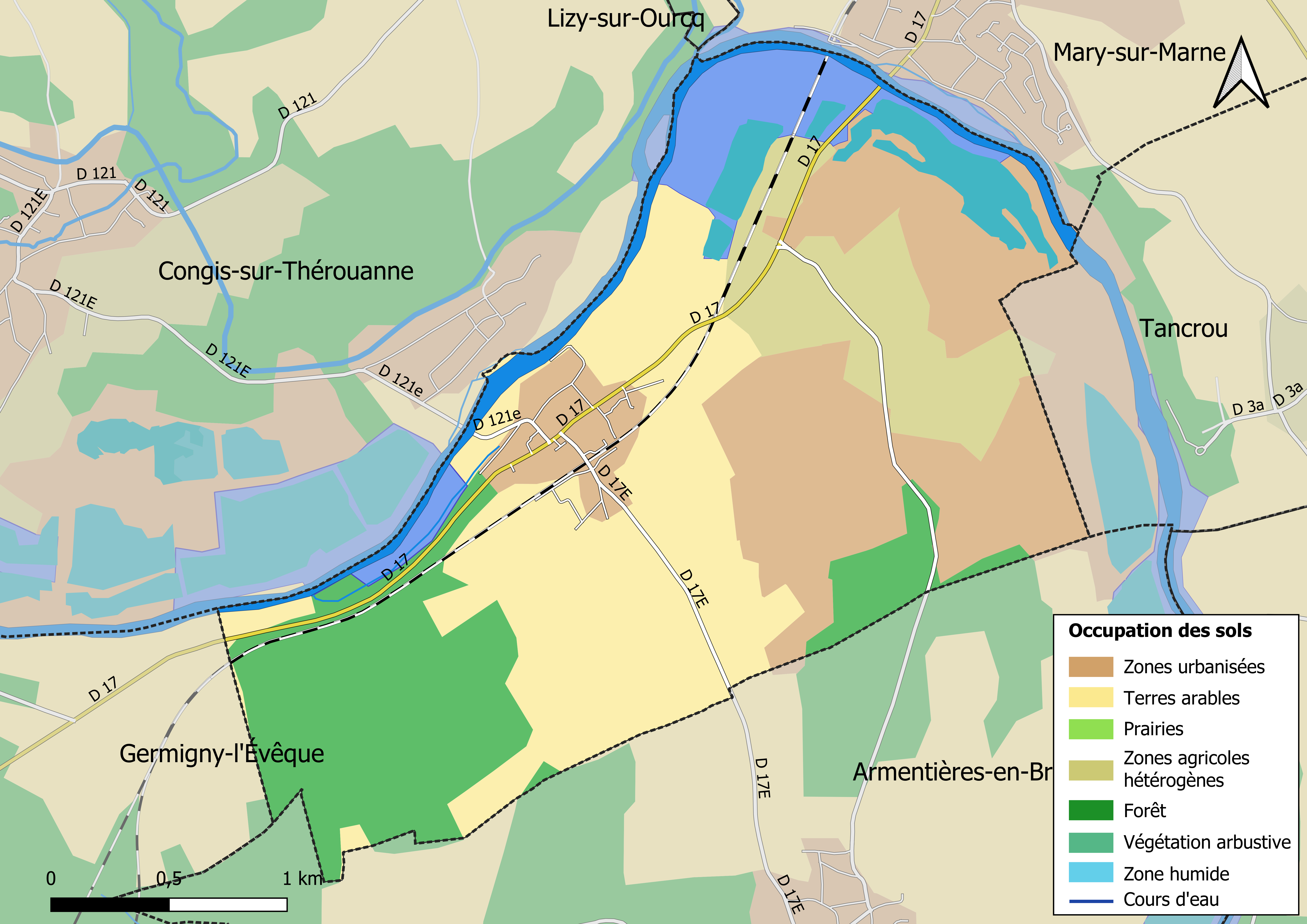
Carte des infrastructures et de l'occupation des sols en 2018 (CLC) de la commune.
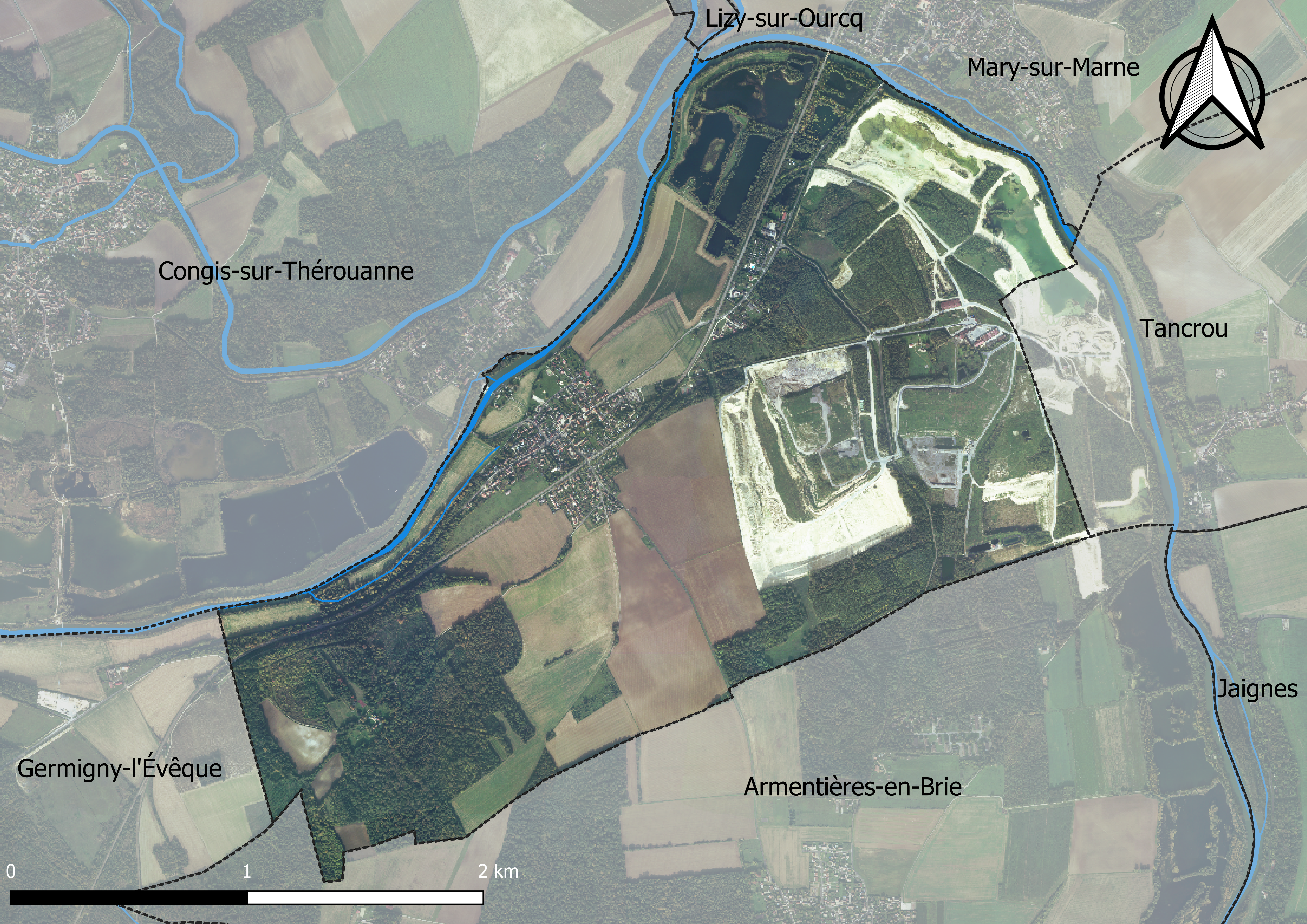
Carte orhophotogrammétrique de la commune.

### Planification
La loi SRU du 13 décembre 2000 a incité les communes à se regrouper au sein d’un établissement public, pour déterminer les partis d’aménagement de l’espace au sein d’un SCoT, un document d’orientation stratégique des politiques publiques à une grande échelle et à un horizon de 20 ans et s'imposant aux documents d'urbanisme locaux, les PLU (Plan local d'urbanisme). La commune est dans le territoire du SCOT Marne Ourcq, approuvé le 6 avril 2017 et porté par le syndicat Mixte Marne-Ourcq regroupant 41 communes du Pays de l'Ourcq et du Pays Fertois.
La commune disposait en 2019 d'un plan local d'urbanisme en révision. Le zonage réglementaire et le règlement associé peuvent être consultés sur le Géoportail de l'urbanisme.

### Logement
En 2016, le nombre total de logements dans la commune était de 309 dont 88,1 % de maisons et 11,3 % d'appartements.
Parmi ces logements, 90,7 % étaient des résidences principales, 5 % des résidences secondaires et 4,3 % des logements vacants.
La part des ménages fiscaux propriétaires de leur résidence principale s'élevait à 78 % contre 22 % de locataires dont, 0,4 % de logements HLM loués vides (logements sociaux).

### Voies de communication et transports
La commune est desservie par : 
- la gare de Isles - Armentières - Congis de la ligne Paris -  la Ferté Millon desservie par les trains de la ligne P du Transilien
- les lignes du réseau de bus Meaux et Ourcq : 
  - No R (Meaux – Lizy-sur-Ourcq) ;
  - No 23 (Armentières-en-Brie – Isles-les-Meldeuses)

## Toponymie
Ancien hameau de la commune d'Armentières-en-Brie, qui en a été détaché le 19 avril 1906.
Le nom de la localité est mentionné sous les formes Ad Insulas supra Matronam en  862 ; Apud Insulas en 1238, ; Insulae en 1249 ; Insule juxta Germigniacum en 1353 ; Villa et territorium de Insulis Meldosis au XVe siècle ; Isles la Meldeuse en 1628 ; Isle les Melledeuze en 1681 ; Isle les Meldeuze, en 1691.

## Histoire
Il existait à Isles, avant 1789, une seigneurie qui dépendait de l'abbaye de Jouarre. Son domaine, vendu le 2 novembre 1790 à un négociant de Lizy, moyennant 64 800 livres, consistait en une ferme et 186 arpents de terre. L'abbaye de Jouarre possédait en outre 15 hectares de terre en deux pièces vendues, le 22 août 1830, à Pierre Bayard, propriétaire du domaine des Bruyères, plus un bois dit de la Motte-l'Abbesse, qui est resté uni à la forêt de Montceaux.
Un autre fief de la paroisse, Asnières, appartenait au prieuré Saint-Pierre-Saint-Paul de Reuil, près de La Ferté-sous-Jouarre. Son domaine consistait en une ferme et 358 arpents de terre, pré et bois qui furent vendus le 18 brumaire an V à un négociant de Mary-sur-Marne, moyennant 13 008 livres.
La paroisse d'Isles-lès-Meldeuses fut réunie à celle d'Armentières-en-Brie en 1790 pour constituer qu'une seule commune. Elle en sera détachée en 1906.
En 1770, la population y était de 98 feux soit 450 à 500 habitants.

## Politique et administration

### Liste des maires

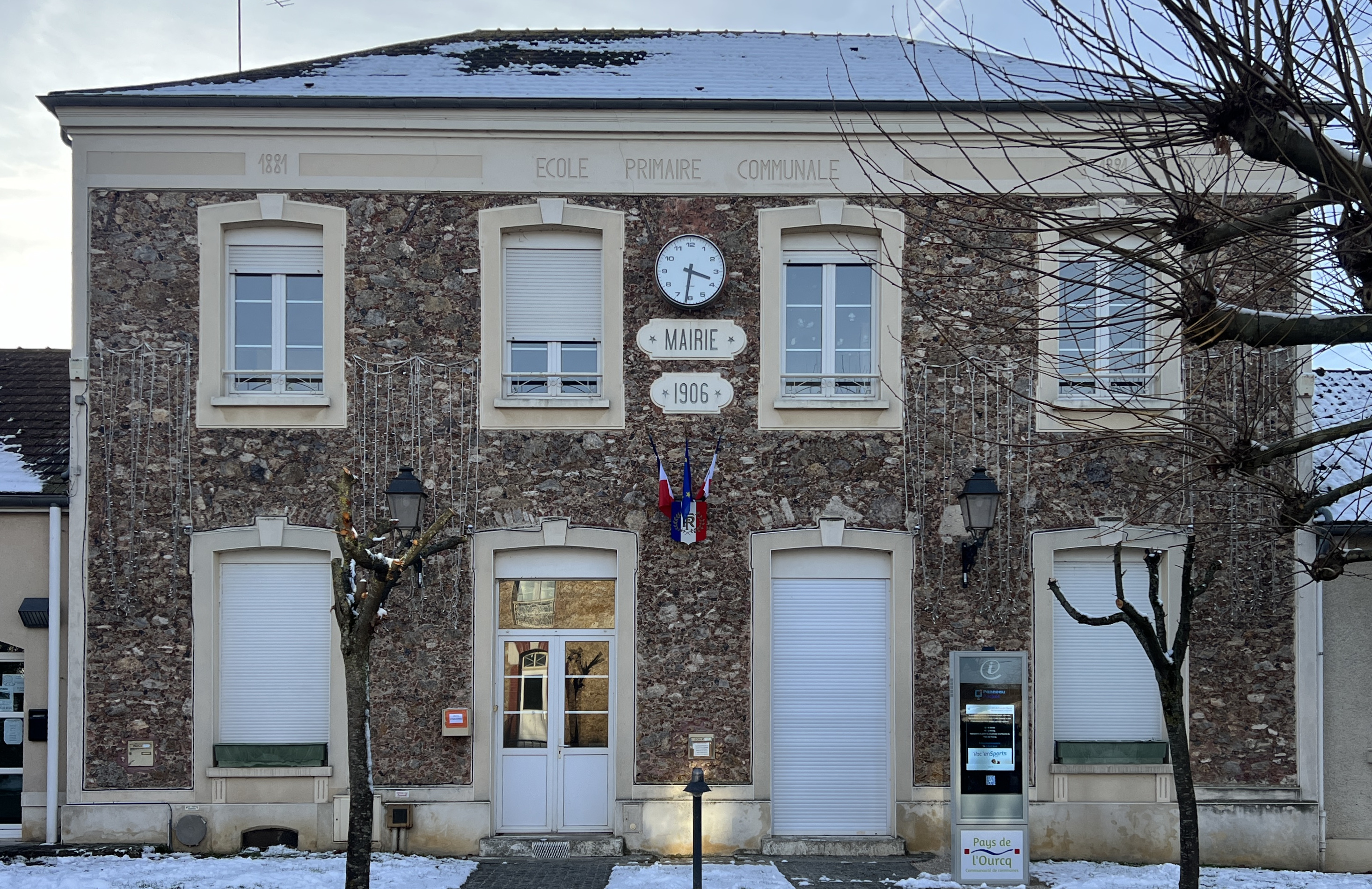
La mairie.

| Période                                  | Période  | Identité                          | Étiquette | Qualité              |
| ---------------------------------------- | -------- | --------------------------------- | --------- | -------------------- |
| Les données manquantes sont à compléter. |          |                                   |           |                      |
| mars 2008                                | 2020     | Jean-Michel Vavasseur-Desperriers |           | Directeur commercial |
| 2020                                     | En cours | Frederic Maas                     |           | Retraité             |

## Équipements et services

### Eau et assainissement
L’organisation de la distribution de l’eau potable, de la collecte et du traitement des eaux usées et pluviales relève des communes. La loi NOTRe de 2015 a accru le rôle des EPCI à fiscalité propre en leur transférant cette compétence. Ce transfert devait en principe être effectif au 1er janvier 2020, mais la loi Ferrand-Fesneau du 3 août 2018 a introduit la possibilité d’un report de ce transfert au 1er janvier 2026,.

#### Assainissement des eaux usées
En 2020, la gestion du service d'assainissement collectif de la commune d'Isles-les-Meldeuses est assurée par la communauté de communes du Pays de l'Ourcq (CCPO) pour la collecte, le transport et la dépollution. Ce service est géré en délégation par une entreprise privée, dont le contrat arrive à échéance le 29 février 2024,,.
L’assainissement non collectif (ANC) désigne les installations individuelles de traitement des eaux domestiques qui ne sont pas desservies par un réseau public de collecte des eaux usées et qui doivent en conséquence traiter elles-mêmes leurs eaux usées avant de les rejeter dans le milieu naturel. La communauté de communes du Pays de l'Ourcq (CCPO) assure pour le compte de la commune le service public d'assainissement non collectif (SPANC), qui a pour mission de vérifier la bonne exécution des travaux de réalisation et de réhabilitation, ainsi que le bon fonctionnement et l’entretien des installations,.

#### Eau potable
En 2020, l'alimentation en eau potable est assurée par la communauté de communes du Pays de l'Ourcq (CCPO) qui en a délégué la gestion à une entreprise privée, dont le contrat expire le 31 décembre 2023,.
Les nappes de Beauce et du Champigny sont classées en zone de répartition des eaux (ZRE), signifiant un déséquilibre entre les besoins en eau et la ressource disponible. Le changement climatique est susceptible d’aggraver ce déséquilibre. Ainsi afin de renforcer la garantie d’une distribution d’une eau de qualité en permanence sur le territoire du département, le troisième Plan départemental de l’eau signé, le 3 octobre 2017, contient un plan d’actions afin d’assurer avec priorisation la sécurisation de l’alimentation en eau potable des Seine-et-Marnais. A cette fin a été préparé et publié en décembre 2020 un schéma départemental d’alimentation en eau potable de secours dans lequel huit secteurs prioritaires sont définis. La commune fait partie du secteur CCPO.

## Population et société

### Démographie
Les habitants sont appelés les Iléos-Meldois.
L'évolution du nombre d'habitants est connue à travers les recensements de la population effectués dans la commune depuis 1906. Pour les communes de moins de 10 000 habitants, une enquête de recensement portant sur toute la population est réalisée tous les cinq ans, les populations de référence des années intermédiaires étant quant à elles estimées par interpolation ou extrapolation. Pour la commune, le premier recensement exhaustif entrant dans le cadre du nouveau dispositif a été réalisé en 2007.

En 2022, la commune comptait 780 habitants, en évolution de −2,74 % par rapport à 2016 (Seine-et-Marne : +3,92 %, France hors Mayotte : +2,11 %).
| 1906 | 1911 | 1921 | 1926 | 1931 | 1936 | 1946 | 1954 | 1962 |
| ---- | ---- | ---- | ---- | ---- | ---- | ---- | ---- | ---- |
| 250  | 248  | 527  | 308  | 302  | 248  | 278  | 324  | 363  |

| 1968 | 1975 | 1982 | 1990 | 1999 | 2006 | 2007 | 2012 | 2017 |
| ---- | ---- | ---- | ---- | ---- | ---- | ---- | ---- | ---- |
| 432  | 337  | 407  | 498  | 602  | 722  | 739  | 781  | 806  |

| 2022 | - | - | - | - | - | - | - | - |
| ---- | - | - | - | - | - | - | - | - |
| 780  | - | - | - | - | - | - | - | - |

### Sports et loisirs
Isles-les-Meldeuses reçoit les ateliers de country et de zumba dans sa salle des fêtes. Ce village a aussi un terrain de tennis de basket et de football où il organise un stage annuel pour les jeunes du village.
Les moins sportifs et les enfants peuvent découvrir, sur un site de cinq hectares, la ferme pédagogique animalière Edentara. Ouvert une fois par mois aux visiteurs (de mars à novembre), ce parc héberge de nombreux animaux à plumes, à poils ou à écailles (vivarium). Pour les tarifs et dates voir le site de l'association Edentara.

## Économie

### Revenus de la population et fiscalité
En 2017, le nombre de ménages fiscaux de la commune était de 275, représentant 783 personnes et la  médiane du revenu disponible par unité de consommation  de 22 220 euros.

### Emploi
En 2017 , le nombre total d’emplois dans la zone était de 108, occupant 375 actifs  résidants.
Le taux d'activité de la population (actifs ayant un emploi) âgée de 15 à 64 ans s'élevait à 68,4 % contre un taux de chômage de 8,4 %.
Les 23,1 % d’inactifs se répartissent de la façon suivante : 10,5 % d’étudiants et stagiaires non rémunérés, 6,8 % de retraités ou préretraités et 5,9 % pour les autres inactifs.

### Entreprises et commerces
En 2015, le nombre d'établissements actifs était de 51 dont 1 dans l'agriculture-sylviculture-pêche, 6 dans l’industrie, 10 dans la construction, 32 dans le commerce-transports-services divers et 2  étaient relatifs au secteur administratif.
Ces établissements ont pourvu 73 postes salariés.

### Secteurs d'activité

#### Agriculture
Isles-les-Meldeuses est dans la petite région agricole dénommée les « Vallées de la Marne et du Morin », couvrant les vallées des deux rivières, en limite de la Brie. En 2010, aucune orientation technico-économique de l'agriculture ne se dégage sur la commune.
Si la productivité agricole de la Seine-et-Marne se situe dans le peloton de tête des départements français, le département enregistre un double phénomène de disparition des terres cultivables (près de 2 000 ha par an dans les années 1980, moins dans les années 2000) et de réduction d'environ 30 % du nombre d'agriculteurs dans les années 2010. Cette tendance se retrouve au niveau de la commune où le nombre d’exploitations est passé de 1 en 1988 à 0 en 2010.
Le tableau ci-dessous présente les principales caractéristiques des exploitations agricoles d'Isles-les-Meldeuses, observées sur une période de 22 ans : 
|                                      | 1988 | 2000 | 2010 |
| ------------------------------------ | ---- | ---- | ---- |
| Dimension économique,                |      |      |      |
| Nombre d’exploitations (u)           | 1    | 0    | 0    |
| Travail (UTA)                        | 2    | 0    | 0    |
| Surface agricole utilisée (ha)       | 200  | 0    | 0    |
| Cultures                             |      |      |      |
| Terres labourables (ha)              | s    | 0    | 0    |
| Céréales (ha)                        | s    |      |      |
| dont blé tendre (ha)                 | s    |      |      |
| dont maïs-grain et maïs-semence (ha) | s    |      |      |
| Tournesol (ha)                       | s    |      |      |
| Colza et navette (ha)                | s    |      |      |
| Élevage                              |      |      |      |
| Cheptel (UGBTA)                      | 0    | 0    |      |

## Culture locale et patrimoine

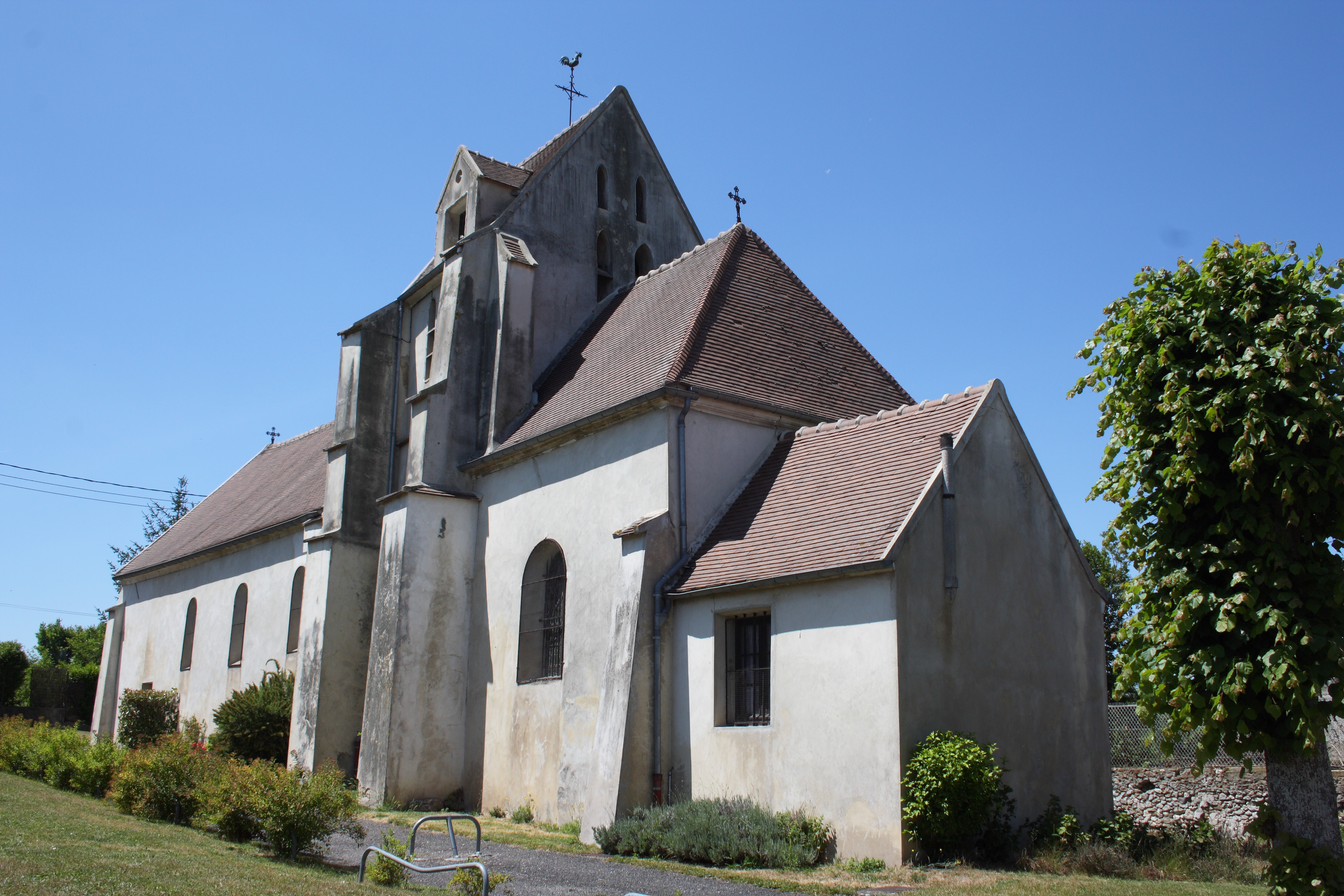
L'église Saint-Caprais.

### Lieux et monuments
- Église placée sous le vocable de saint Caprais, édifice roman à une seule nef.

C'est une ancienne chapelle qui fut agrandie par la suite.
Son clocher date du XIIIe siècle.

Château des Bruyères.

### Personnalités de la commune
Olivier Marteaux fut le premier maire d'Isles-les-Meldeuses en 1907.